# Grand Guignol

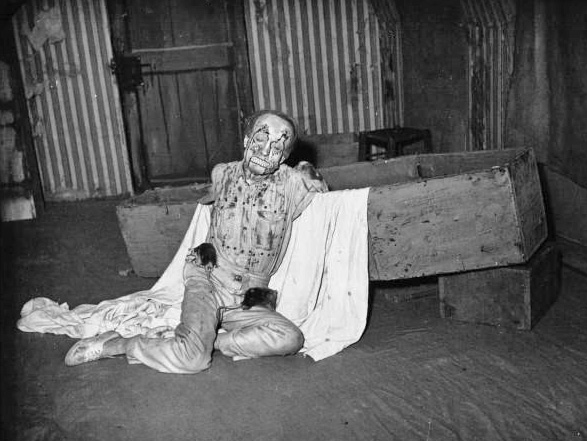
Spektakl w Grand Guignol w 1937

Le Théâtre du Grand-Guignol (znany jako Grand Guignol) – był francuskim teatrem, w okolicy Pigalle w Paryżu, który przez cały czas istnienia, czyli od 1897 do 1962, specjalizował się w pokazach naturalistycznych horrorów. Nazwa ta dziś ogólnie używana jest dla grafiki oraz przemysłu rozrywkowego o tej właśnie tematyce. Jego założycielem był Oscar Méténier.